# (74377) 1998 XY7
(74377) 1998 XY7 – planetoida z pasa głównego asteroid okrążająca Słońce w ciągu 4,35 lat w średniej odległości 2,66 j.a. Odkryta 9 grudnia 1998 roku.